# 蒸汽朋克

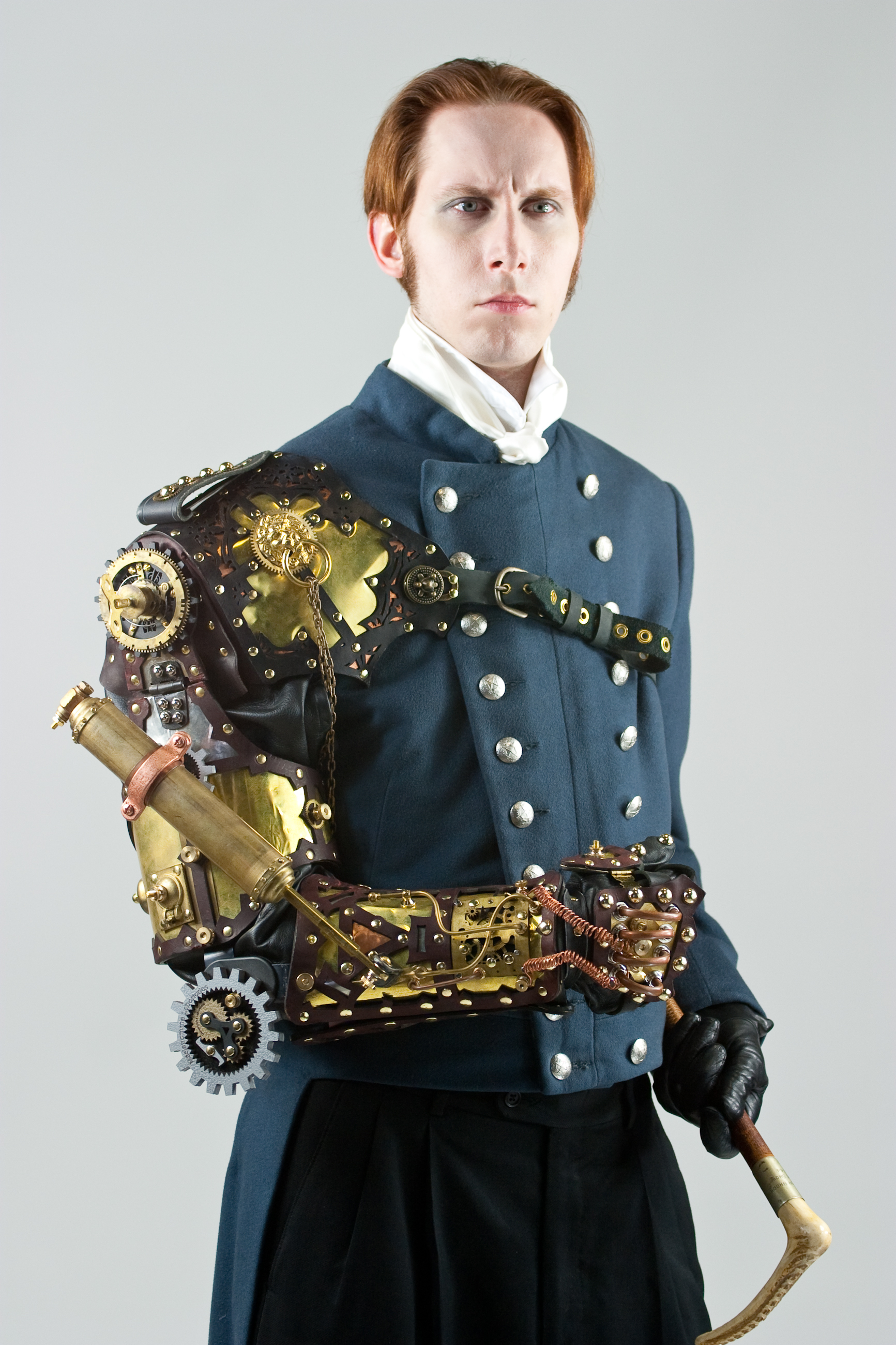
美国作家G·D·法尔克森的蒸汽龐克风格肖像

蒸汽龐克（英語：Steampunk）是一種流行於20世紀80年代至90年代初的科幻題材，顯著特徵為故事都設定於一個蒸汽科技達到巔峰的架空世界。这类故事对距今已较遥远的工業革命時代的科技進行了極大的誇張，創建出一個與當今或未來科技文明都不同的、依賴於簡單機械裝置的科技世界。
蒸汽龐克多以維多利亞時代为背景，將蒸汽的力量無限擴大，虚拟出一個蒸汽科技至上的時代。這種文化應該起源於蒸汽革命之後，人們對於科技的力量—“蒸汽”的神話化，它假設在第一次工業革命產物發展到極致的人類文明時期。以蒸汽動力為主的重型鋼鐵機具做為人類社會發展所依賴的主要動力，並依此發明出各種交通飛行或科學上的成就。例如利用蒸汽為動力的飛行船、蒸汽火車以及特殊交通工具。“蒸汽龐克”一詞出現於20世纪下半葉，但從今天的觀點來看，第一、第二次工業革命時代所產生的許多科幻小說作品都可以歸入該類別。當年人們的創作多是推崇科技的力量，而今天人們創作這類故事則多是以對早期科技文化的怀旧与复古風格为目的。蒸汽龐克的懷舊風格與崇尚未來科技的時尚風格形成鮮明對比。
蒸汽龐克虛構幻想的時間和空間，與超越現實的特定背景，也深深影響其他人文領域的創作，因為西方第一次工業革命進行較早，这种潮流早已流行过，如朱爾·凡爾納的小說《海底两万哩》和《環遊世界八十天》，就是蒸汽龐克的代表性作品。這一潮流在東方的傳播則明顯較晚，並且主要在日本風行，如在宮崎駿的動畫《天空之城》、《霍爾的移動城堡》以及大友克洋的動畫《蒸汽男孩》等作品中有所體現。

## 历史
蒸汽龐克受19世紀科幻浪漫主義（例：儒勒·凡爾納、赫伯特·喬治·威爾斯、瑪麗·雪萊）影響並經常採用這個風格。

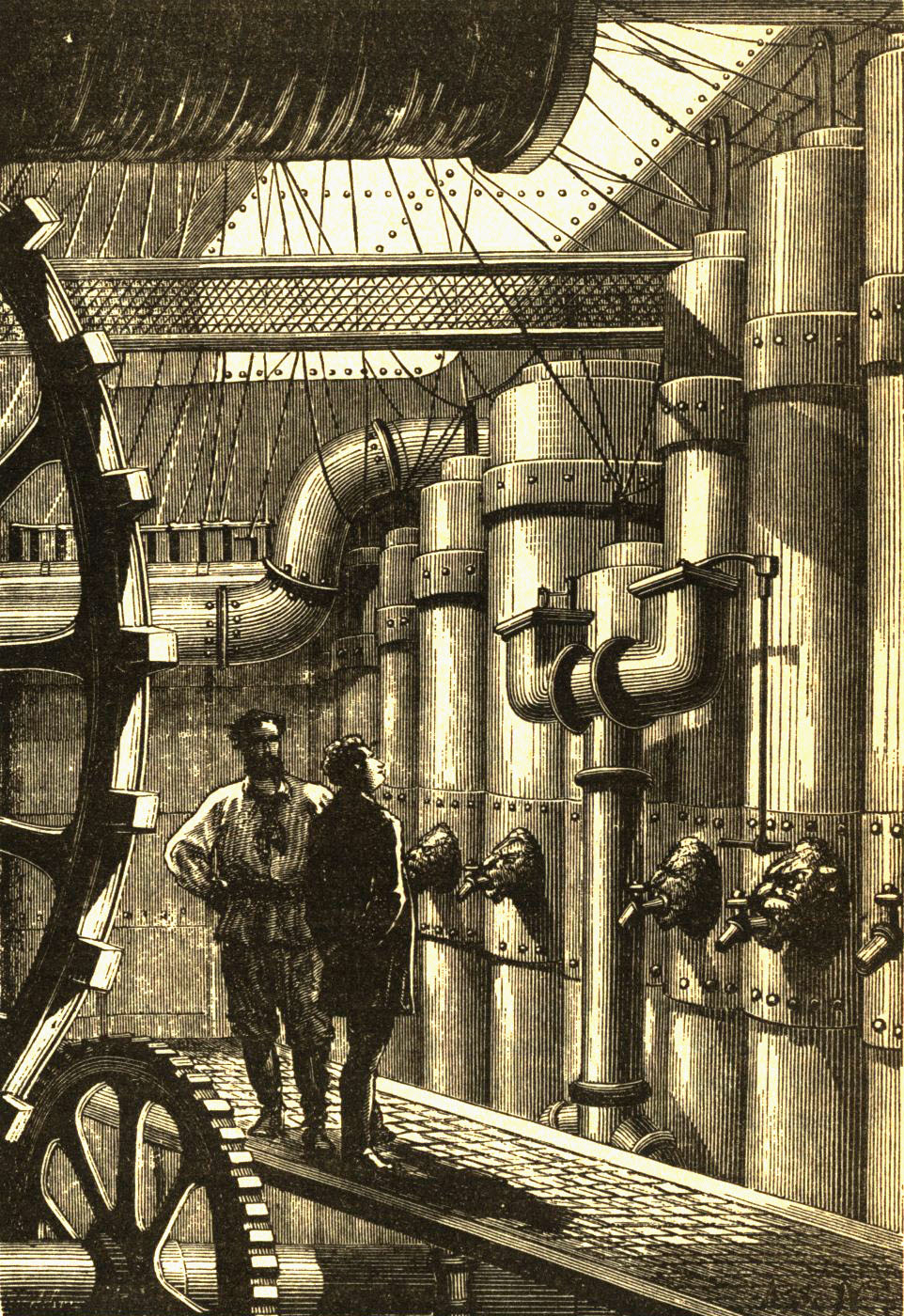
儒勒·凡爾納的小說插畫

### 20世纪初
許多蒸汽龐克的作品誕生在蒸汽龐克這一詞出現之前。該類型的電影最早有弗里茨·朗的電影《大都會》，重要的蒸汽龐克早期代表作之一，代表了蒸汽龐克作為一種新興風格流派的誕生。馬溫·皮克的小說Titus Alone，預料到了許多蒸汽龐克的隱喻。雷梅迪奧斯·瓦羅的畫作結合了許多維多利亞時代的服飾、幻想和科幻意象。蒸汽龐克作為主流表現最早是在哥倫比亞廣播公司的電視劇《The Wild Wild West》，電影《飆風戰警》（Wild Wild West）就是受該劇啟發而製作。邁克爾·摩考克的《A Nomad of the Time Streams》三部曲也是一個具有影響力的作品。另外，《妙想天開》也是早期對蒸汽龐克風格形成有著重要影響的電影。

### 「蒸汽龐克」一詞的起源
雖然許多在20世紀60年代和70年代出版的作品目前認定對這種風格有著重大影響，但「蒸汽龐克」這一詞作為賽博龐克的變體起源於20世紀80年代後期。由科幻小說作家K·W·傑特創造，他試圖與提姆·鮑爾斯、詹姆斯·布萊洛克對他們和自己的作品尋找一個統稱，作品的時空背景都設定於19世紀（多為維多利亞時期），並模仿維多利亞時代科幻小說的傳統，例如赫伯特·喬治·威爾斯的《時間機器》。

## 蒸汽龐克作品列表

### 電影
1927年電影《大都會》
1965年的电视剧《飙风战警》以及1999年的电影版，背景设定在美國西部，片中以各种先进的蒸汽动力技术为特色。
1990年電影《回到未來III》，主角愛默·布朗博士被困在了19世紀80年代的加利福尼亞，利用蒸汽動力實現了20世紀80年代的科技，包括蒸汽火車時光機。有趣的是，在電影末了，布朗博士把他與克拉拉生的兩個兒子分別命名為儒勒 (Jules) 與凡爾納 (Verne)。
2011年電影
2012年電影《太極1從零開始》與《太極2英雄崛起》，片中也充滿著許多蒸汽龐克風格，像是英國東印度公司使用的鐵怪物“特洛伊”、陳家溝發明家陳栽秧所製造出的“天威翼”與機器裝置等。
2018年電影《移動城市：致命引擎》，電影呈現出與原著相符的濃厚蒸汽龐克風格，展示了英國首都倫敦變身成為裝備有蒸汽車輪的「移動機械城堡」，對小型城市展開捕食的壯觀場面。

### 電視
《嘉年華大街》在一個具有維多利亞風格的新興城市，各色神秘生物因逃難而齊聚在此。故事圍繞一宗狂歡之夜發生的命案展開。
《黑暗元素》除了《聖經》裏的典故，《黑暗物質三部曲》還帶有濃重的科幻色彩，比如“平行世界”，與物理學的“平行宇宙理論”不謀而合，還有各種各樣稀奇古怪的機器和發明，帶有強烈的工業革命時期的科幻風格。

### 漫畫
《機械女郎》

### 电子游戏
《They Are Billions》 包含了蒸氣龐克元素，特別是遊戲中的工作建築、設施與研發機構。
《生化奇兵 無限》（BioShock Infinite）包含了蒸汽龐克元素，特別是在遊戲設計的主要地點—浮空城「哥倫比亞」。
《冤罪殺機》（Dishonored）設定在一個反烏托邦的蒸汽龐克世界，主角科沃爾·阿塔諾（Corvo Attano）和敵人使用的武器也是蒸汽龐克風格的，但科技是運行在一種名為「鯨油」（Whale Oil）的虛構易變物質上。
《毀滅戰獄》（Damnation）背景設在20世紀初的美國，但因為美國內戰未曾結束，美國呈分裂割據狀態。其中所呈現的武器及科技都是蒸氣龐克風格。
《教团1886》（The Order: 1886）的故事背景设定在架空历史上的伦敦，在工业革命时期发明家们创造出许多超越时代的科技，含有蒸汽朋克风格。
《蒸汽幻想》
《冰封龐克》（Frostpunk）城市圍繞著核心蒸汽核心建造而成，玩家需平衡煤炭、木材、鋼鐵、食品生產，在逐漸惡化的寒冬中維持城市中市民的秩序與信心，以城市發展與生存為主軸，體驗人性在面臨災難時道德的底線。
《櫻花大戰》（サクラ大戦）系列中的靈子甲冑、飛行船等。
《英雄聯盟》（League of Legends）中皮尔特沃夫與佐恩的城市風格都包含了蒸氣龐克的元素。
《憤怒鳥英雄傳》（angry birds epic）也有含了部分蒸氣龐克的元素。
《蒼空騎士～飛向CODA～》（Solatorobo それからCODAへ）
《跑跑卡丁車》 （CrazyRacing KartRider）深海之城主題含部分蒸氣龐克元素
《拂曉的拾荒團》
《刺客教條：梟雄》(Assassin's Creed Syndicate) 遊戲設定於工業革命時的倫敦並有大量蒸氣齒輪的要素
《鋼鐵帝國》（Steel Empire）橫向彈幕射擊游戲
《Progear之嵐》（Progear）CAVE製作的橫向彈幕射擊游戲
《原神》的水之國度楓丹的發明和國民的穿著都充滿蒸氣龐克的風格。

### 動画
《機巧少女不會受傷》
《霍爾的移動城堡》
《蒸汽男孩》
《天空之城》
《最後流亡》
《時鐘機關之星》
《快傑蒸氣偵探團》
《甲鐵城的卡巴內利》
《Princess Principal》
《∀GUNDAM》
《愛x死x機器人》（第八集－Good Hunting）
《Levius列比烏斯》
《瓦尼塔斯的手札》
《奧術》

### 艺术、时尚与设计
蒸汽龐克的設計強調形式和功能之間的平衡，就像艺术与工艺美术运动。

### 文学
1981年的教育書籍《Elementary BASIC - Learning to Program Your Computer in BASIC with Sherlock Holmes》是第一個把查理斯·巴貝奇的分析機作為故事進行描寫的作品。書本針對程式設計學生，描述了福爾摩斯在調查過程中利用分析機，並提供程式清單進行簡單的資料處理。

## 社会文化

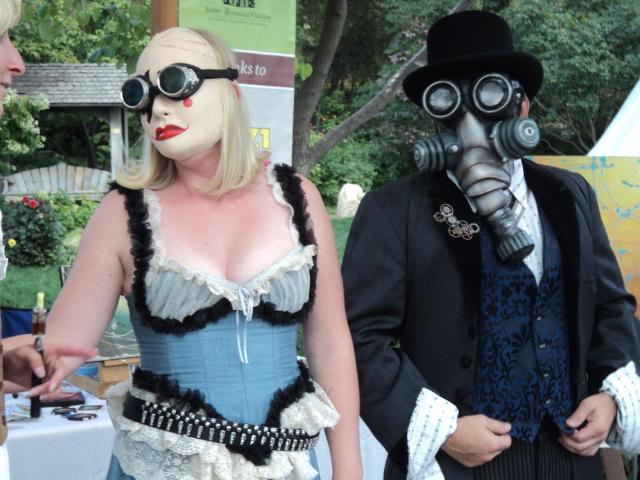
在嘉年華中的蒸汽龐克夫婦

由於蒸汽龐克的普及，日益擴大的趨勢使蒸汽龐克成為了一種文化和生活方式。一些愛好者們採用蒸汽龐克美學，涉及時尚、家居裝飾、音樂和電影等方面。這可能被描述為新維多利亞風格，一種將維多利亞時代的審美原則和現代鑒賞力和技術相結合的風格。
有些人提出了一個蒸汽龐克理念，有著龐克的反叛特徵，但這是對歷史的反叛，改變歷史的走向，通常能帶動起樂觀情緒，主題上也積極向上。
蒸汽龐克時尚沒有特定準則，但往往將維多利亞時代風格和現代風格融合在一起。其中可能包括禮服、緊身胸衣、襯裙、巴斯爾裙襯、背心、大衣、大禮帽和鞋罩或軍裝。蒸汽龐克服飾通常帶有工藝的具有時代特徵的配飾：齒輪、鐘錶、遮陽傘、護目鏡、鐳射槍、壓力錶等。現代設備如手機、音樂播放機等也可以將外觀改造成維多利亞時代的風格。蒸汽龐克時尚形勢已影響到主流高級時裝、蘿莉塔時尚、貴族風格、新維多利亞風格和浪漫主義哥特亞文化。